# Apple M2 Pro
Der Apple M2 Pro ist ein Arm-basiertes System-on-a-Chip (SoC) von Apple für seine Mac-Computer. Er ist eine Variante des Apple M2. Er wurde am 17. Januar 2023 zusammen mit dem Apple M2 Max als SoC des MacBook Pro und des Mac mini vorgestellt. Der Chip wird im 5-nm-Verfahren vom taiwanischen Unternehmen TSMC gefertigt.

## Design
Im Vergleich zum M1 Pro hat die CPU des M2 Pro zwei weitere Energieeffizienz-Kerne und somit vier. Die Architektur der Kerne entspricht der des Apple A15 Bionic. Die GPU enthält 16 oder 19 Kerne, verglichen mit 14 oder 16 beim Vorgänger.

## Produkte mit M2 Pro
- MacBook Pro (14", 2023)[4]
- MacBook Pro (16", 2023)[5]
- Mac mini (2023)[6]